# Atropellis
Atropellis — рід грибів родини Dermateaceae. Назва вперше опублікована 1930 року.

## Класифікація
До роду Atropellis відносять 6 видів:
- Atropellis apiculata
- Atropellis arizonica
- Atropellis pinicola
- Atropellis piniphila
- Atropellis tingens
- Atropellis treleasei